# Thüringen im Nationalsozialismus

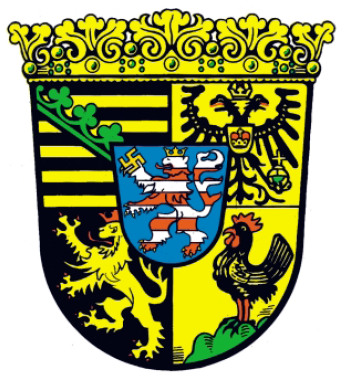
Wappen Thüringens 1933–1945

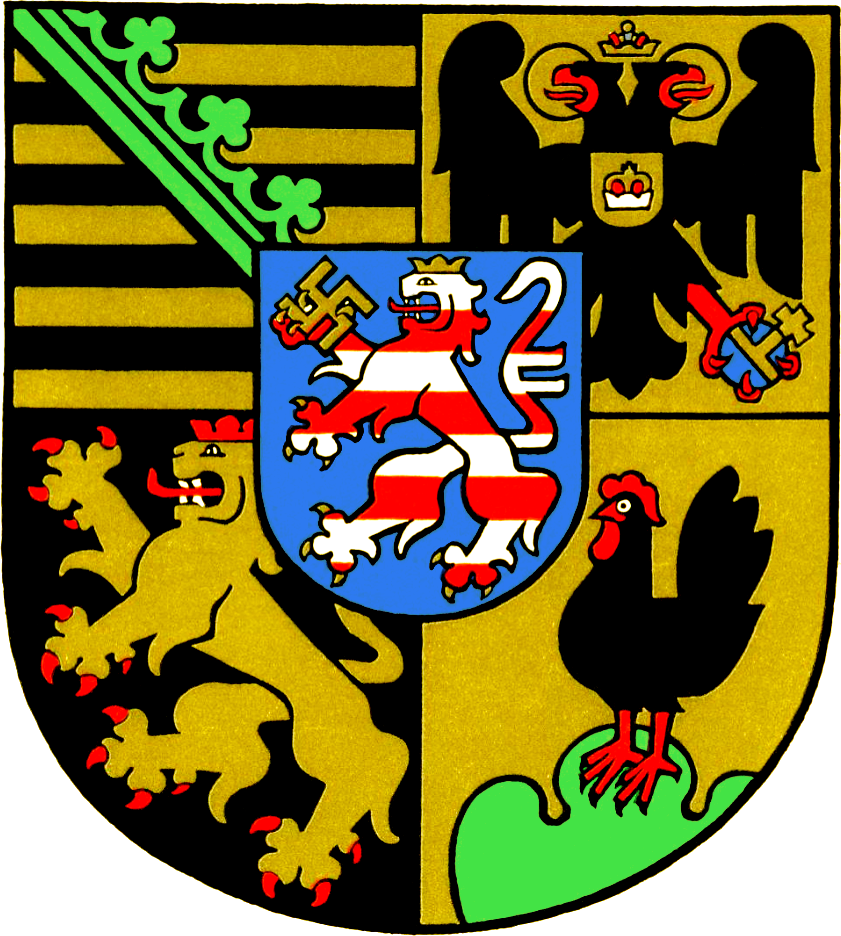
Wappendarstellung ohne Krone

Die Zeit des Nationalsozialismus in Thüringen dauerte von der ersten Regierungsbeteiligung der NSDAP im Land Thüringen 1930 bis zum Zusammenbruch des NS-Staates mit der Besetzung Thüringens durch US-amerikanische Truppen im April und Mai 1945. Dieser Zeitraum war, wie überall in Deutschland, geprägt durch die schrittweise Gleichschaltung des Verwaltungswesens, Inhaftierung der politischen Opposition und Andersdenkender, Enteignung der jüdischen Bevölkerung und anschließende Deportierung und Vernichtung sowie die Umstellung des täglichen Lebens auf die Belange der Kriegswirtschaft. Beim Aufbau der NS-Diktatur nahm der spätere Gau Thüringen, bedingt durch die frühe Regierungsbeteiligung der Nationalsozialisten, in einigen Bereichen eine Vorreiterrolle innerhalb des „Dritten Reiches“ ein.

## Regierungsbeteiligung und Machtübernahme durch die NSDAP

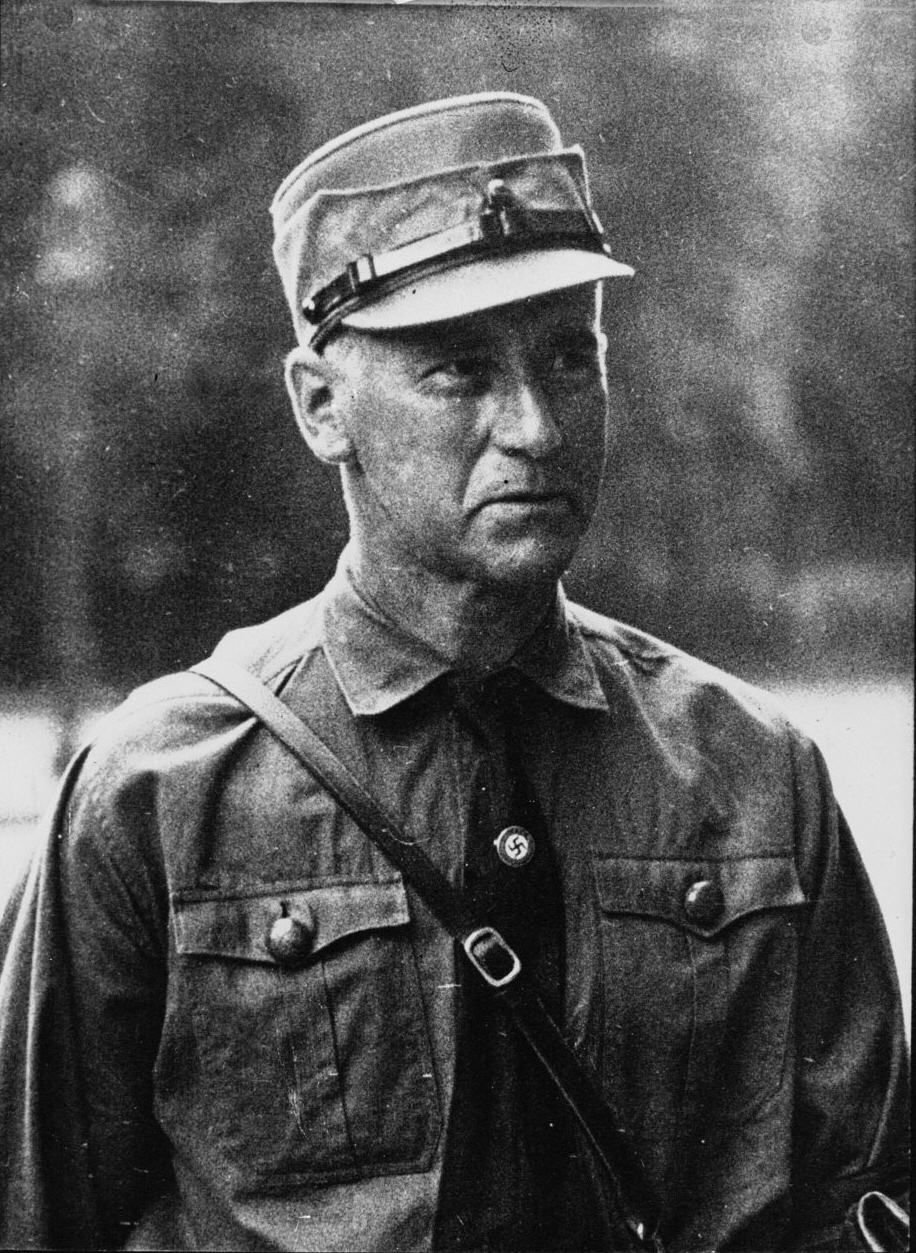
Wilhelm Frick (1933)
Innenminister des Landes Thüringen 1930–1931

### Erste Regierungsbeteiligung im Landtag 1930
Mit der Bildung der „Baum-Frick-Regierung“ Anfang 1930 stellte die NSDAP erstmals in der Weimarer Republik in einer Landesregierung zwei Regierungsposten. Der spätere Reichsinnenminister Wilhelm Frick erhielt das Amt des Innen- und Volksbildungsministers im Land Thüringen. Hinzu kam Willy Marschler als Staatsrat ohne Ressort. Diese erste Regierungsbeteiligung wurde von Adolf Hitler ausdrücklich als großer Erfolg gelobt und als Experimentierfeld bezeichnet.
Schon in der Anfangsphase wurde unter Berufung auf einen Verfassungsnotstand und den folgenden Erlass von Verordnungen anstelle von Gesetzen die Umwandlung des Landes im nationalsozialistischen Sinne betrieben. So wurde die Verwaltung zentralisiert und durch den damit vollzogenen Stellenabbau wurden vor allem sozialdemokratische Mitarbeiter entfernt. Eine weitere Beamtenverordnung führte zur Entlassung kommunistischer Lehrer und Bürgermeister. Bei der Schaffung einer zentralen Landespolizei wurden durch den Einfluss des Innenministers nationalsozialistisch gesinnte Polizisten bevorzugt. Weitere Schritte führten zur Berufung des „Kulturrassisten“ Paul Schultze-Naumburg als Leiter der Weimarer Kunsthochschule als Gegenpol zum Bauhaus und des Rassekundlers Hans F. K. Günther an die Universität Jena.
Ein Misstrauensvotum gegen beide Minister am 1. April 1931 war erfolgreich und führte zum vorläufigen Ausschluss der NSDAP aus der Landesregierung. Das Wirtschaftsministerium übernahm Baum, Wilhelm Kästner erhielt zusätzlich die Ministerien Inneres und Volksbildung. Unter Duldung durch die SPD konnte die Regierung Baum noch bis 1932 weitergeführt werden. Die personellen Veränderungen in der Verwaltung unter Frick blieben jedoch bestehen, so dass die folgende von der NSDAP geführte Landesregierung über einen Grundstock systemtreuer Polizeibeamter verfügen konnte.

### Landtagswahlsieg 1932

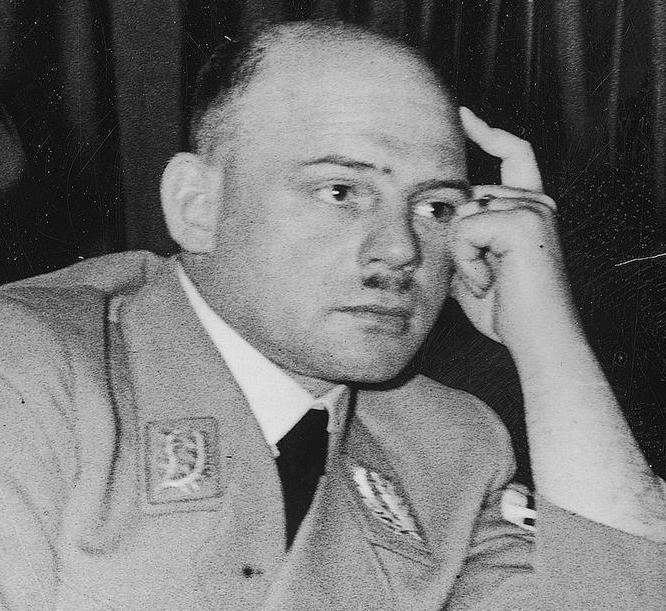
Fritz Sauckel, Gauleiter (1927–45), Vorsitzender des Staatsministeriums und Innenminister in Thüringen (1932–33) und Reichsstatthalter für Thüringen (1933–45)

Bei den Wahlen zum VI. Thüringer Landtag am 31. Juli 1932 siegte die NSDAP mit 42,5 % der Stimmen. Hierauf wurde eine neue Regierung mit dem Gauleiter im NSDAP-Gau Thüringen Fritz Sauckel als Innenminister und Vorsitzenden Staatsminister gebildet. Die NSDAP führte damit mit fünf Ministern – nach Anhalt, Oldenburg und Mecklenburg-Schwerin – die vierte Landesregierung. Einen weiteren Ministerposten besetzte der Thüringer Landbund mit Erich Mackeldey. Somit war die Machtübernahme der Nationalsozialisten in Thüringen vorweggenommen. Sauckel nutzte die gewonnene parlamentarische Macht zur Untergrabung des parlamentarischen Systems. Durch gezielte Störungen wurden Landtagssitzungen behindert und Regierung und Parlament zur Verbreitung nationalsozialistischer Propaganda rücksichtslos ausgenutzt. So verkündete Sauckel im Landtag: Wir werden selbstverständlich die Macht, die uns das thüringische Volk bei der letzten Wahl gegeben hat, in jeder Beziehung ausnutzen!
Am Tag des Reichstagsbrandes, dem 28. Februar 1933, erging aus der Reichsregierung der Befehl zur Auflösung der KPD-Landtagsfraktion. In einem Polizeibericht wird die Durchsuchung, Schließung und Versiegelung der Fraktionsräume beschrieben. Die zehn Abgeordneten der KPD wurden in sogenannte „Schutzhaft“ überführt.

### Reichstagswahlsieg 1933
Die achte Wahl zum Deutschen Reichstag am 5. März 1933 fand gut fünf Wochen nach der Ernennung Adolf Hitlers zum Reichskanzler statt. Sie war aufgrund der Auflösung des Reichstags durch den Reichspräsidenten am 1. Februar notwendig geworden. Stärkste Kraft wurde die NSDAP mit 43,9 % der Stimmen und 44,5 % der Reichstagssitze. Durch das erste Gleichschaltungsgesetz vom 31. März 1933 (RGBl. I, S. 153) wurde in der Folge der Thüringer Landtag aufgelöst und anhand der Stimmenverteilung der Reichstagswahl neu gebildet. Die Mandate der KPD waren im Vorfeld für ungültig erklärt worden, so dass hierdurch die absolute Mehrheit der Nationalsozialisten im Landtag gesichert war. Der bisherige Vorsitzende des Staatsministeriums, Sauckel, war in der Regierung nicht mehr vertreten, da er Reichsstatthalter für das Land Thüringen wurde. Ministerpräsident des Landes wurde am 8. Mai 1933 Willy Marschler, der das Amt bis April 1945 innehatte.

## Kultur

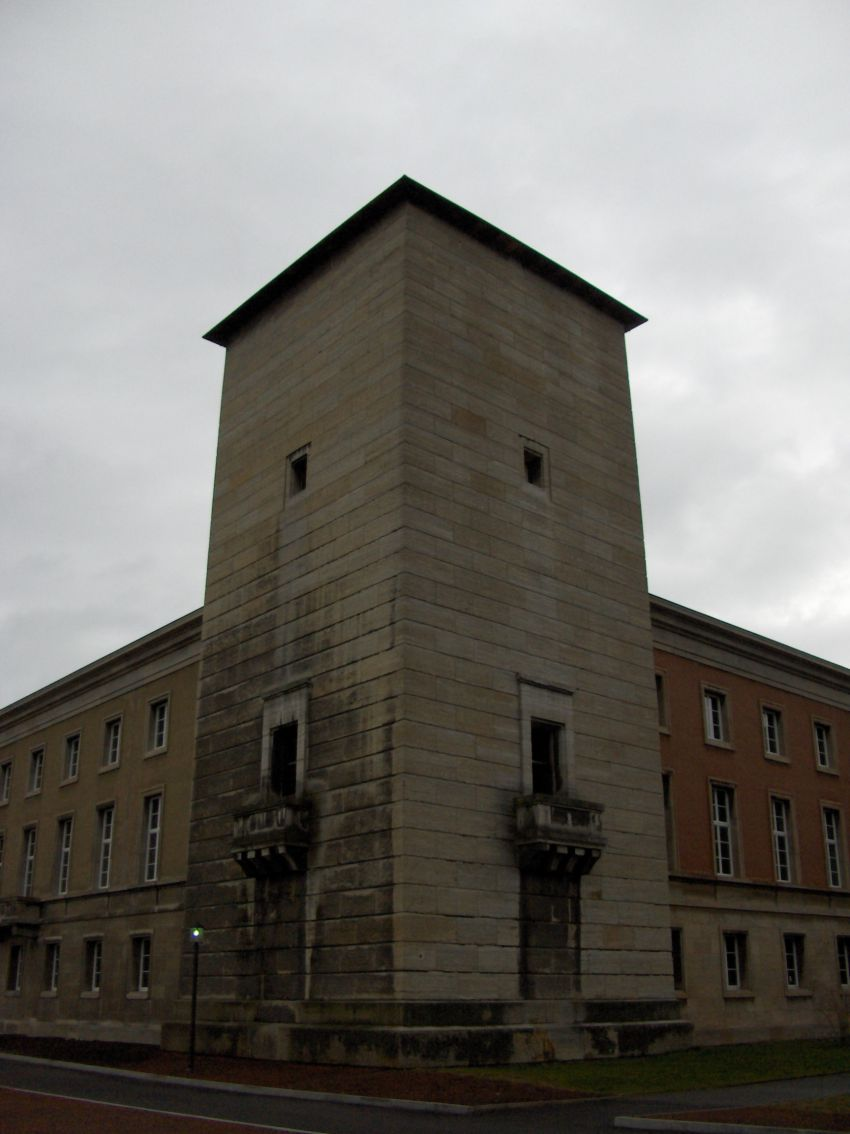
Gauforum Weimar: Aufmarschplatz der NS-Führung und Beispiel nationalsozialistischer Architektur

Die Besetzung des Innen- und Kulturministeriums durch Frick ab 1930 entsprach den Wünschen Hitlers, der in diesem Posten eine Schlüsselposition zur Verwirklichung seiner diktatorischen Pläne sah.

### Bildungspolitik
Bereits kurz nach Amtsantritt verfügte Frick am 16. April 1930 einen Erlass zur Wiedereinführung des Schulgebetes. Die Schüler sollten wieder das Beten „auf deutsche Art“ lernen. Allerdings wurden drei der fünf Gebetstexte am 11. Juli 1930 vom Staatsgerichtshof für das Deutsche Reich für verfassungswidrig erklärt, da ihr Inhalt nicht mit Art. 148 Abs. 2 der Reichsverfassung in Einklang stünde. Gleichzeitig wurde vom Ministerium die Verwendung des Buches Im Westen nichts Neues von Erich Maria Remarque im Schulunterricht untersagt. Parallel hierzu versuchte Frick die nationalsozialistische Rassen- und Kulturideologie umzusetzen. Nachdem das Bauhaus bereits 1925 auf Betreiben der nationalistischen, von der DVP geführten Landesregierung Weimar verlassen musste, ernannte Frick Paul Schultze-Naumburg zum Leiter der Vereinigten Kunstlehranstalten. Diese Institution sollte „richtungsgebend und zu einem Mittelpunkt deutscher Kultur“ werden. Im Oktober 1930 ließ Schultze-Naumburg im Van de Velde-Bau der Kunstlehranstalten die Fresken des Bauhausmeisters Oskar Schlemmer übertünchen.
Wenig später wurden auf Erlass Fricks 70 Gemälde und Grafiken als „entartete Kunst“ aus dem Weimarer Schlossmuseum entfernt. Betroffen waren unter anderem Werke von Otto Dix, Ernst Barlach und Paul Klee. Zum 1. Oktober 1930 wurde schließlich gegen den Widerstand der Jenaer Professoren der „Lehrstuhl für Rassefragen und Rassenkunde“ unter Leitung Günthers geschaffen. Die Rassenlehre Günthers wurden auch im Schulwesen übernommen. So enthielt eine Empfehlungsliste für Schul- und Lehrerbibliotheken des Thüringer Bildungsministeriums vom Dezember 1930 bereits vier seiner Werke.

### Kirchenkampf in Thüringen
Die Thüringer Landeskirche hatte, als einzige in der Weimarer Republik, die Möglichkeit nach Artikel 137 Abs. 5 der Weimarer Reichsverfassung genutzt, sich unter Lösung der bisherigen landesherrschaftlichen Territoriengrenzen zu einer einheitlichen Landeskirche zusammenzuschließen. In der Folge entstand die laut Lautenschläger liberalste Verfassung einer Landeskirche in dieser Zeit.
In den Jahren 1927/28 entstand um die Pfarrer Siegfried Leffler (Niederwiera) und Julius Leutheuser (Flemmingen) ein Pfarrer- und Lehrerkreis mit engen Bindungen zur NSDAP. Im Februar 1930 wurde aus diesem Kreis heraus nach einem Besuch Adolf Hitlers die Ortsgruppe Wieratal der Partei gegründet. Ein Jahr später trat die kirchliche Gruppierung bei der Kirchenwahl in Altenburg an und erreichte 5 von 16 Mandaten. 1932 begann der Kreis die Briefe an Deutsche Christen herauszugeben, in denen offen nationalsozialistische Propaganda betrieben wurde.
Bei der Kirchenratswahl am 22. Januar 1933, also noch vor der Machtergreifung Hitlers, erzielten die Deutschen Christen (DC) ein Drittel aller abgegebenen Stimmen. Vom 21. April bis 5. Mai 1933 fand ein Landeskirchentag statt. Die DC versuchten, die liberale Kirchenverfassung in Thüringen auszuhebeln. So wurde auf Antrag der Gruppierung beschlossen: „Wer die marxistische oder eine andere materialistische Weltanschauung vertritt, kann nicht Pfarrer der Thüringer evangelischen Kirche sein.“ Mit einem Zusatzantrag erweiterten die DC dieses Berufsverbot auch auf Angehörige der Religiösen Sozialisten, gegen die Stimmen von deren sieben Delegierten. Nach weiteren Beschlüssen des Kirchentages stellten die Deutschen Christen 4 der 11 Mitglieder des Gesetzgebungsausschusses der Landeskirche. Am 15. Mai gelang es dem Gesetzgebungsausschuss, das Ermächtigungsgesetz auch kirchenpolitisch umzusetzen. Nunmehr wurde der erweiterte Landeskirchenrat durch den Landeskirchentag ermächtigt, „an seiner (des Landeskirchentages) Stelle auch über die gesetzliche Zuständigkeit hinaus Maßnahmen zu treffen, die zur Gleichschaltung mit dem nationalen Staat und der christlichen nationalen Erneuerungsbewegung erforderlich sind.“ Pfarrer Leuthäuser wurde neben dem späteren Landesbischof Martin Sasse und den als Gestapo-Spitzel tätigen Paul Lehmann in den evangelischen Landeskirchenrat berufen.
Am 23. Juli 1933 fanden allgemeine Kirchenwahlen statt. Die Reichsregierung unter Hitler rief offen zur Wahl der Deutschen Christen auf, wodurch die DC die absolute Mehrheit erreichen konnte. Ab dem 13. Mai 1934 amtierte Sasse als Landesbischof und betrieb die Gleichschaltung der Kirche mit dem Reich. Die Schaffung einer einheitlichen Reichskirche scheiterte vorerst am Widerstand Leutheusers und Lefflers, welche die Einrichtung einer eigenständigen Nationalkirche für Thüringen anstrebten. 1933 wurde, nach Intervention und auf Anweisung Sauckels, die Thüringer Landeskirche in die Reichskirche eingegliedert. In der Folge traten jedoch die innerprotestantischen konfessionellen Gegensätze immer stärker hervor. Vor allem die lutherischen Kirchen strebten eine Abgrenzung zu Kirche der Altpreußischen Union an. Nach einem Jahr wurde die Eingliederung der Thüringer Landeskirche aus diesen Gründen wieder zurückgenommen. Spätestens im Oktober 1934 können die Pläne zur Schaffung der Reichskirche endgültig als gescheitert angesehen werden. Die Bedeutung der Berliner Gruppe der Deutschen Christen ging stark zurück, während die Organisation der Thüringer DC sich weit über die Landesgrenzen hinaus etablieren konnte.

### Architektur
Als wesentliches, unter der nationalsozialistischen Herrschaft errichtetes, Gebäude in Thüringen gilt das Gauforum Weimar. Schon 1933 unterbreitete Sauckel, als Statthalter und Gauleiter Thüringens, Hitler Pläne zum Bau „großer Gebäude“ als Sitz der NSDAP, der Deutschen Arbeitsfront und für seinen eigenen Amtssitz. Mitte 1936 wurde der ausgeschriebene Architektenwettbewerb durch Hitler zugunsten von Hermann Giesler entschieden. Nachdem Hitler noch eigene Änderungen am Entwurf eingebracht hatte, erfolgte im Juli desselben Jahres der erste Spatenstich. Durch den frühen Baubeginn konnte das Gauforum als einziges im Deutschen Reich weitgehend fertiggestellt werden und steht heute noch als das „in dieser Art einzige realisierte städtebauliche Dokument des Nationalsozialismus“.

## Enteignung, Diskriminierung und Vernichtung der jüdischen Bevölkerung

### Erste Ansätze
Im Februar 1924 wurde der antisemitische Schriftsteller Artur Dinter in den Landtag gewählt. Als Fraktionsvorsitzender des Völkisch-Sozialen Blocks forderte er als Bedingung der Tolerierung einer bürgerlichen Minderheitsregierung des Ordnungsbundes unter anderem „daß die Regierung aus allen Regierungs- und Beamtenstellen Juden bedingungslos entfernt […] Im gesetzlichen Sinne verstehen wir unter ‚Juden’ jeden Rassejuden, den Sohn oder Enkel eines Rassejuden oder einer Rassejüdin, einerlei ob getauft oder nicht.“ Weitergehende Forderungen Dinters nach Ausweisung der Ostjuden unter Beschlagnahme ihres Vermögens, Verbot des Vieh- und Getreidehandels, Entlassung beziehungsweise Berufsverbot für jüdische Ärzte, Lehrer, Rechtsanwälte und Notare und dem Verbot des Besuches öffentlicher Schulen für jüdische Kinder konnten sich im Jahr 1925 noch nicht durchsetzen. Sie zeichneten aber den späteren Weg zur Zerstörung des jüdischen Lebens bereits vor.
Unter dem Innenminister Frick (siehe oben) wurde 1930 an der Universität Jena ein „Lehrstuhl für Rassefragen und Rassenkunde“ geschaffen. Hierdurch sollte die Rassenideologie der Nationalsozialisten auf eine wissenschaftliche Basis gestellt werden (Rassenhygiene). Die Antrittsvorlesung des Lehrstuhlinhabers Hans F. K. Günther „Die Ursachen des Rassenwandels der Bevölkerung Deutschlands seit der Völkerwanderungszeit“ besuchten unter anderem Adolf Hitler und Hermann Göring.
Eine weitere Vorreiterrolle nahm das Land Thüringen durch die Gründung eines „Landesamtes für Rassewesen“ ein. Die Gründung erfolgte am 15. Juli 1933 in Weimar. Zum Leiter der ersten derartigen Institution auf Länderebene wurde Karl Astel bestellt. Unter seiner Leitung entstand ein „erbbiologisches Archiv“, in dem bis 1935 bereits 466.000 Personenakten archiviert wurden. Letztlich wurde jeder dritte Einwohner des Landes hier erfasst. Astel wurde 1934 dank seiner Kontakte zu Fritz Sauckel ordentlicher Professor für „Menschliche Züchtungslehre und Vererbungsforschung“ an der Universität Jena.

### Simsonwerke, erste „Arisierung“ eines Betriebes im Gau Thüringen
Die im Gau Thüringen ansässige Firma Simson & Co wurde als eine der ersten in Deutschland schon 1934 der Kontrolle durch ihre jüdischen Inhaber entzogen und direkt der Verwaltung des Reichsstatthalters Sauckel unterstellt. Dieses Ereignis fand im Ausland starke Betrachtung, bedeutete es doch einen weitreichenden Eingriff in das private Eigentum der bisherigen Besitzer. Gleichzeitig lieferte dieser Vorfall, der keinesfalls „hinter verschlossenen Türen“ diskutiert wurde, die Initialzündung für den Übergriff des „Dritten Reiches“ auf die Tätigkeit der Juden in der Wirtschaft. Den Grundstein für die Enteignung legten schon seit 1929 Klagen der lokalen Konkurrenz gegen die „Übervorteilung der Juden Simson gegenüber dem Deutschen Reich“ unter tatkräftiger Mithilfe der NSDAP. Hierbei stand nicht die Klage über die ungleichmäßige Verteilung der Wirtschaftsförderung im Vordergrund. Die Firma Simson war seit dem 25. August 1925 reichsweiter Monopolist für die Herstellung leichter Maschinengewehre. Die nationalsozialistischen Anfeindungen versuchten die Geschäftsinhaber als „jüdische Wirtschaftskriminelle“ zu verunglimpfen. Hier leistete die starke Stellung der NSDAP im Thüringer Landtag, obwohl Suhl im preußischen Regierungsbezirk Erfurt lag, einen wesentlichen Beitrag. Mit mehreren Anträgen wurde versucht, die „Machenschaften der betrügerischen Preiskalkulation“ der Firma zu beweisen. Politisch war der Versuch der NSDAP zwar erfolglos, jedoch setzten die Anträge, verbunden mit weiteren „Mitteln des Straßenkampfes“ die Firma zunehmend unter Druck. Der Weg zur endgültigen Enteignung wurde so bereits vorgezeichnet.
Schließlich eröffnete 1934 die Meininger Staatsanwaltschaft die Anklage wegen „Übervorteilung des Reiches“ gegen die Firma. Der Prozess, noch unter rechtsstaatlichem Rahmen als Schauprozess geplant, entwickelte sich jedoch für die Anklageführung zum Desaster. So mussten die Angeklagten aus Mangel an Beweisen in allen Punkten freigesprochen werden. Sauckel versuchte die Blamage des ersten Prozesses wettzumachen und ließ den verlorenen Prozess unter Ausschluss der Öffentlichkeit vor dem Oberlandesgericht Jena neu aufrollen. Diese erzwungene „Revision“ endete 1935 mit einem Schuldspruch und einer Geldbuße von 9,75 Millionen Reichsmark gegen die Inhaber. Der Betrag wurde durch eine staatliche Untersuchungskommission errechnet. Das nötige Geld konnte nur durch einen Verzicht der Eigentümer auf das Werk beglichen werden, so dass am 28. November 1935 das Unternehmen auf die schon 1934 gegründete Kommanditgesellschaft Berlin-Suhler Waffen- und Fahrzeugwerke Simson & Co. übertragen wurde. Eigentümer der neuen Gesellschaft war Fritz Sauckel. Das Werk lieferte in der Folge den Grundstock für die Wilhelm-Gustloff-Stiftung.

### Gesellschaftliche Ausgrenzung
Schon 3 Monate vor dem reichsweiten Aufruf der nationalsozialistischen Regierung rief am 3. Dezember 1932 Sauckel in einer Rundfunkansprache zum Boykott jüdischer Geschäfte und Handwerksbetriebe auf. Auch dem landesweiten Boykottaufruf zum 1. April 1933 durch die NSDAP schlossen sich viele Thüringer Zeitungen an. Den Lesern wurden detaillierte Listen von Geschäften mitgegeben, deren Inhaber jüdisch waren. Gleichzeitig wurden erste jüdische Vereine verboten oder zwangsaufgelöst.
Kurz nach der Machtübernahme durch die NSDAP wurden im Jahr 1933 mehrere Gesetze und Verordnungen erlassen, um jüdische Mitbürger systematisch aus der Gesellschaft auszugrenzen. Im Einzelnen sind hervorzuheben:
- das Gesetz zur Wiederherstellung des Berufsbeamtentums vom 7. April 1933, welches „Nicht-Ariern“ den Beamtenstatus verwehrte und die Entlassung jüdischer Beamter ermöglichte;
- das Gesetz über die Zulassung zur Rechtsanwaltschaft vom 7. April 1933, durch das jüdische Rechtsanwälte ihre Zulassung verloren, sofern sie nicht Ausnahmebestimmungen für sich beanspruchen konnten;
- die Verordnung über die Zulassung von Ärzten zur Tätigkeit bei den Krankenkassen vom 22. April 1933, durch die jüdischen Ärzten die kassenärztliche Zulassung entzogen wurde;
- das Gesetz gegen die Überfüllung deutscher Schulen und Hochschulen vom 25. April 1933, welches sich mit Zulassungsbeschränkungen übermäßig stark gegen Nichtarier richtete;
- das Reichsgesetz vom 23. November, welches „Vorkehrungen gegen Schädigung der deutschen Blutsgemeinschaft durch Missbrauch der Eheschließung und der Annahme an Kindes statt“ traf[20]

Bereits kurz nach der Regierungsübernahme wurde 1932 ein landesweites Verbot des Schächtens erlassen. Aufgrund eines offiziell im Landtag vorgetragenen Einwands des Landbundes, eines Koalitionspartners der NSDAP, trat dieses Schächtverbot jedoch erst zum 1. April 1933 und damit einen Monat früher in Kraft, als ein später folgendes entsprechendes reichseinheitliches Gesetz. Bereits am 22. März 1933 wurde aufgrund der „VO zur Änderung der Schulgeldverordnung“, ThürGS S. 243 jüdischen Kindern die Geschwisterermäßigung auf das Schulgeld entzogen.
Derartige Reichsgesetze sanktionierten teilweise nur noch, was örtlich bereits von Parteianhängern erzwungen worden war. So klagte der ehemalige Chefarzt des städtischen Krankenhauses Gera, Hans Simmel bereits im März 1933 gegen seine Entlassung aufgrund seiner jüdischen Abstammung. Die jüdischen Beamten, die 1933 wegen des Frontkämpferprivilegs noch im Amt belassen worden waren, wurden 1935 aufgrund der Ersten Verordnung zum Reichsbürgergesetz entlassen.

### Enteignung
In den Jahren 1935 bis 1939 setzte eine Phase ein, in der systematisch die Enteignung der Juden im Dritten Reich vorangetrieben wurde. Den Höhepunkt bildete das Jahr 1938, in dem ungefähr 100 Betriebe „arisiert“ wurden, für weitere 100 liefen die Übernahmeverhandlungen. Daneben mussten 200 Betriebe infolge der Boykotte wegen Auftragsmangels schließen. Insgesamt wurden in Thüringen etwa 650 jüdische Familienbetriebe „arisiert“. Nach gegenwärtigen Stand der Forschung ist das Thema jedoch noch nicht vollständig erarbeitet. So konnten die NSDAP-Kreise Sonneberg und Schleiz schon im Oktober 1938, die Verordnung zur Zwangsarisierung trat erst am 3. Dezember 1938 in Kraft, den Abschluss der jüdischen Enteignungen melden. Den gleichen „Erfolg“ berichtete die Rhön-Zeitung am 27. Oktober 1938 unter der Überschrift „Vacha judenfrei!“:

„Gestern Abend verließen die beiden letzten jüdischen Familien unsere Stadt. Vacha ist damit – Gott sei dank! – endlich auch judenfrei geworden.“

### Deportation und Massenvernichtung
Im Zuge der Novemberpogrome 1938 wurden in Thüringen die Synagogen in Gotha, in Eisenach, in Meiningen, in Vacha, Erfurt und Nordhausen zerstört. Man wagte nicht, die Fachwerksynagogen in Berkach, Bibra und Mühlhausen anzuzünden, da ein Übergreifen der Flammen auf die Nachbargebäude befürchtet wurde. Am nächsten Tag wurden alle jüdischen Männer in Schutzhaft genommen. 1178 von ihnen wurden in der Folge in das Konzentrationslager Buchenwald verschleppt. Auf die „Aktionsjuden“ wurde Druck ausgeübt, um ihren Besitz „arisieren“ zu können und sie zur Auswanderung zu veranlassen.
Die Massentransporte der Juden aus Thüringen begannen im Mai 1942. Am 9. Mai wurden die ersten Juden aus verschiedenen kleineren Orten nach Erfurt überstellt. Einen Tag später erfolgte der Transport von insgesamt 600 Menschen aus 40 Thüringer Orten über Leipzig in das Ghetto Bełżyce bei Lublin. Ein Teil der Betroffenen wurde von dort aus weiter in das KZ Majdanek überstellt und ermordet. Die restlichen Juden wurden im Mai 1943 von der SS in Bełżyce erschossen. Überlebende des Transports sind nicht bekannt.
Ein weiterer Transport mit 364 älteren Juden aus 38 Gemeinden erreichte am 20. September 1942 das KZ Theresienstadt. Nur wenige von ihnen überlebten. In der Folge wurden keine Massentransporte aus Thüringen mehr durchgeführt. Einzelne Personen wurden von der Gestapo auf den Erfurter Petersberg überstellt und von dort nach Theresienstadt, Auschwitz oder Ravensbrück deportiert, oft handelte es sich dabei um ergriffene „untergetauchte“ Juden oder Ehepartner aus Mischehen, die nach Scheidung oder Tod des „arischen“ Ehepartners keinen Schutz mehr genossen.
Kurz vor Kriegsende wurde auch in bestehende Mischehen eingegriffen; unter anderem wurden 173 Erfurter Juden aus Mischehen in das KZ Theresienstadt verschleppt.

## Gestapo im NS-Gau Thüringen
Das Wirken der Geheimen Staatspolizei im „Dritten Reich“ lässt sich grob in sechs Phasen einteilen. In der Frühphase zwischen der Machtergreifung 1933 und der offiziellen Gründung der Gestapo in Thüringen zum 1. Januar 1934 wurden die späteren Aufgaben der Staatspolizei noch durch reguläre Polizeikräfte wahrgenommen, verstärkt durch Hilfspolizisten der SA und, seltener, der SS. In Thüringen konnte in dieser Zeit fast die gesamte KPD-Führung durch Verrat des KPD-Kuriers Thieme verhaftet werden.
Mit der Verkündung des 1. Gestapo-Gesetzes am 26. April 1933 wurde die Schaffung eines Geheimen Staatspolizeiamtes für Preußen in Berlin beschlossen. Zum selben Zeitpunkt wurde in Erfurt eine Staatspolizeistelle eingerichtet. Die Zuständigkeit dieser Stelle erstreckte sich vorerst nur auf den preußischen Teil des Gaues Thüringen. Erst mit dem Gesetz über die Errichtung eines Geheimen Staatspolizeiamts für das Land Thüringen vom 14. Dezember 1933 wurde zum 1. Januar 1934 das Thüringische Geheime Staatspolizeiamt Weimar geschaffen. Leiter des Geheimen Staatspolizeiamtes in Weimar wurde Heinrich Himmler.
Sauckel versuchte in der Folge eine Zusammenlegung beider Dienststellen nach Weimar zu erreichen. Die Umwandlung der Staatspolizeistelle Erfurt in eine Außenstelle der Staatspolizeistelle Weimar erfolgte jedoch erst zum 1. Juli 1941.
Für die Verwahrung der Häftlinge wurde das KZ Bad Sulza im Oktober 1933 eingerichtet. Bis zum 1. Juni 1936 wurde das Lager durch das Land Thüringen betrieben, danach erfolgte der Übergang an die Inspektion der Konzentrationslager.
Die zweite Tätigkeitsphase der Gestapo umfasste die Zeitspanne von der Gründung des Staatspolizeiamtes bis zur „Verreichlichung“ der Justiz, das heißt der Auflösung der Landesjustizbehörden in den Jahren 1935–36. In dieser Zeit wurden die Gegner des NS-Staates systematisch verfolgt. Hierzu zählten neben der politischen Linken auch Angehörige der Bibelforscherbewegung, die sich seit 1931 Zeugen Jehovas nannten. Aber auch Witze über die Vertreter des Regimes sowie systemkritische Äußerungen wurden gemäß der „Verordnung des Reichspräsidenten zur Abwehr heimtückischer Angriffe gegen die Regierung der nationalen Erhebung“ vom 21. März 1933 (RGBl. 1933, I S. 135f), verschärft durch das Heimtückegesetz vom 20. Dezember 1934 (RGBl. 1934, I S. 1269f), durch die Staatspolizei verfolgt. Laut § 1 dieses Gesetzes wurde bestraft: Wer vorsätzlich eine unwahre oder gröblich entstellte Behauptung tatsächlicher Art aufstellt oder verbreitet, die geeignet ist, das Wohl des Reichs oder eines Landes oder das Ansehen der Reichsregierung oder einer Landesregierung oder der hinter diesen Regierungen stehenden Parteien oder Verbänden schwer zu schädigen. Die Schutzhäftlinge wurden meist ohne Gerichtsurteil in ein Konzentrationslager verbracht, was in der Bevölkerung zunehmend skeptisch aufgenommen wurde. So berichtete der Präsident des Oberlandesgerichts Jena am 2. März 1938 an den Reichsminister der Justiz:

„Daß man notorische kommunistische und bolschewistische Führer sicher verwahrt, versteht man im Volke, nicht aber, daß immer noch Menschen in Konzentrationslagern ohne Urteilsspruch verschwinden, die man allgemein keineswegs als Verbrecher ansieht. In solchen Verwaltungsakten, die leicht als Willkür empfunden werden, sollte mehr Zurückhaltung geübt werden.“

Die dritte Phase, den Zeitraum von 1936 bis 1939 umfassend, wird als Phase der politisch-rassischen Konzeptualisierung bezeichnet. In diese Zeit fiel die systematische Ausgrenzung der Juden aus der Gesellschaft und die Verfolgung als arbeitsscheu oder kriminell betrachteter Personengruppen.
Die vierte Phase wird im Zeitraum vom Kriegsbeginn 1939 bis zum Überfall auf die Sowjetunion Mitte 1941 gesehen. In dieser Zeit wurde die Gestapostelle Erfurt aufgelöst und der Gestapostelle Weimar unterstellt.
Als fünfte Phase der Gestapotätigkeit wird der Zeitraum Mitte 1941 bis 1944 gesehen. In dieser Zeit wurde der Einsatz der Zwangsarbeiter in Thüringen intensiviert. Die Gestapo war hierbei für die Bestrafung der Zwangsarbeiter bei Vergehen gegen die Verhaltensvorschriften, Arbeitsverweigerung oder „Rassenschande“ zuständig. Oft bedeuteten vor allem die beiden letztgenannten „Vergehen“ die Zuführung der Häftlinge zur sogenannten „Sonderbehandlung“ und damit das Todesurteil.
In die letzte Phase der Gestapotätigkeit in Thüringen von Ende 1944 bis zum Kriegsende 1945 fiel das Bemühen der Gestapostelle, die Spuren der Verbrechen zu beseitigen. Zunächst wurden in Thüringen die Dienststellen der „Kommandeure der Sicherheitspolizei“ errichtet. Diese Einrichtungen existierten vorher nur in den vom Deutschen Reich besetzten Gebieten.
Als im April 1945 Teile der 3. US-Armee unter George S. Patton entlang der Reichsautobahn (heute BAB 4) nach Thüringen vordrangen, begann sich die Gestapo in Richtung Osten abzusetzen. Am 4. April 1945 wurden Insassen des Gestapogefängnisses im Marstall Weimar und Häftlinge des Landgerichtsgefängnisses ermordet. Insgesamt wurden in diesem Kriegsendphasenverbrechen über 140 Menschen in einem Wäldchen am nordöstlichen Stadtrand Weimars hinterrücks erschossen. 142 männliche und 7 weibliche Leichen konnten zwischen dem 27. Juni und dem 5. Juli 1945 aus drei Bombentrichtern exhumiert werden. Des Weiteren wurden im Innenhof des Marstalls mehrere Tage lang Akten verbrannt. Nach der Vernichtung der Spuren setzte sich das Personal der Gestapostelle Weimar geschlossen in Richtung Böhmen beziehungsweise Österreich ab. Hierbei wurden weitere Erschießungen an Militär- und Zivilangehörigen – unter anderem in Bürgel und Greiz – vorgenommen.

## Konzentrationslager in Thüringen

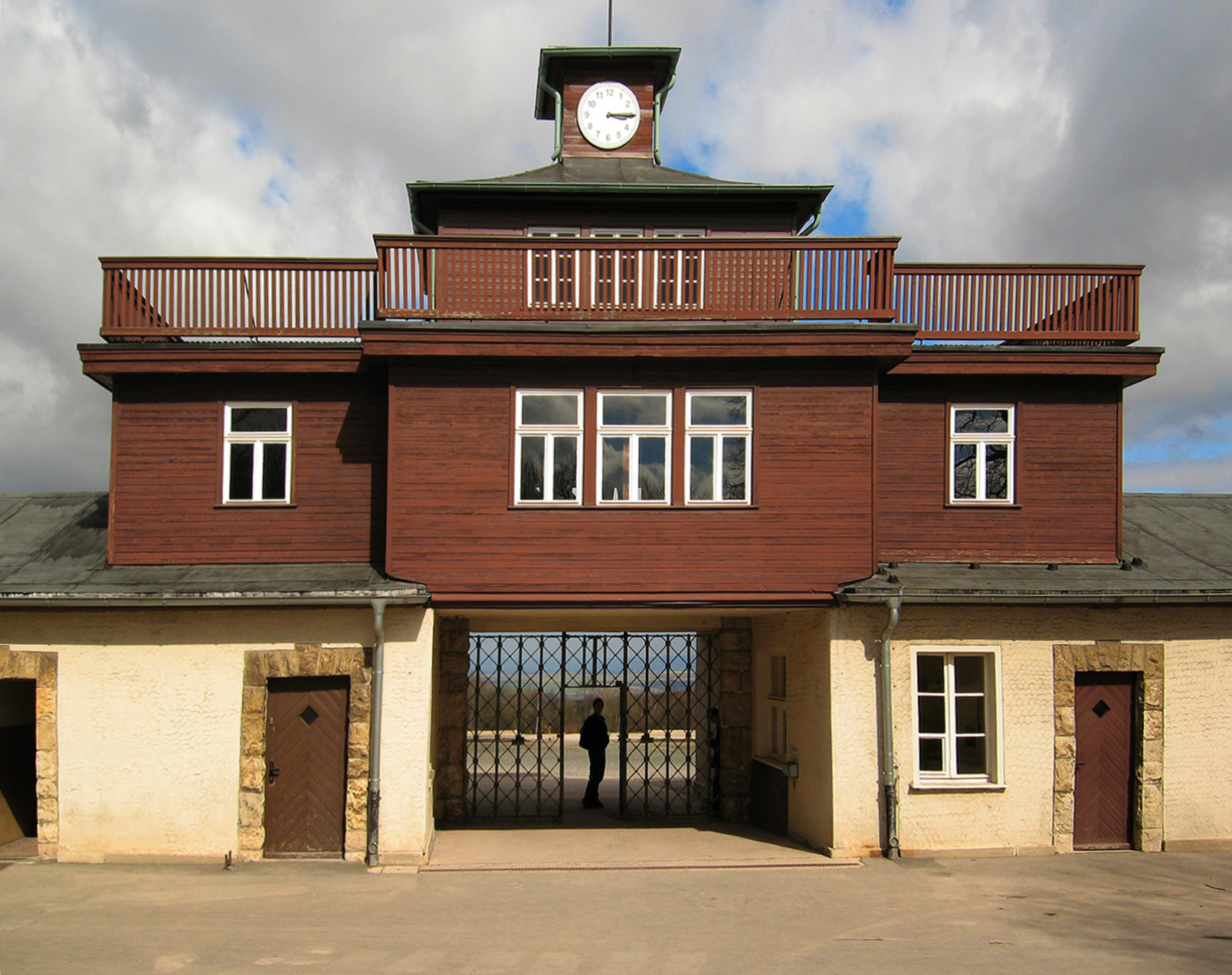
Tor zum Lager im Konzentrationslager Buchenwald

In den Jahren 1933 bis 1945 errichtete die nationalsozialistische Landesregierung insgesamt drei Konzentrationslager im Land Thüringen. Bereits kurz nach der Machtübernahme wurden unter Berufung auf die „Verordnung des Reichspräsidenten zum Schutz des deutschen Volkes“ vom 4. Februar 1933 und die „Verordnung zum Schutz von Volk und Staat“ vom 28. Februar 1933 1.679 Häftlinge in so genannte Schutzhaft genommen. Zur Verwahrung der Gefangenen wurde in Nohra bei Weimar ein erstes Konzentrationslager geschaffen. Ein großer Teil der Häftlinge wurde bereits in den Monaten April und Mai 1933 wieder freigelassen und das Konzentrationslager Nohra am 12. April wieder aufgelöst. Die erste Verhaftungswelle diente laut Wohlfeld lediglich der Sicherung der Machtergreifung in der Frühphase.
Im Oktober 1933 wurde die Stadt Bad Sulza zum Standort eines neuen Konzentrationslagers ausgewählt. Vor allem während der politischen Massenprozesse 1934 und 1935 diente es sowohl als außergerichtliche zentrale Unterbringungsmöglichkeit für die Angeklagten bis zur Ausstellung eines richterlichen Haftbefehls, als auch als Untersuchungsgefängnis. Bis zum Sommer 1934 überwogen die politischen Häftlinge im Lager. Ab Ende 1934 wurden vor allem „Meckerer und Hetzer“ sowie „Wirtschaftsschädlinge“ in Haft genommen. Ab dem Frühjahr 1936 stieg die Zahl der Häftlinge, denen „Vorbereitung zum Hochverrat“ vorgeworfen wurde. Seit 1935 wurden zudem verstärkt Juden in „Schutzhaft“ genommen.
Mit dem Übergang der Lagerverwaltung von der SA an die SS begann am 1. April 1936 die zweite Phase in der Geschichte des Lagers. Bis zu diesem Termin wurde das Lager allein durch das Land Thüringen unterhalten, ab da teilten sich die SS (Bewachung) und das Land (Rest) die Kosten. Ab dem 1. April 1937 wurde die Verwaltung und Finanzierung des Lagers vollständig von der Inspektion der Konzentrationslager unter Theodor Eicke und somit der SS übernommen. Die Belegung des Lagers erfolgte mit 120 bis 160 Häftlingen.
Im Zuge der Kriegsvorbereitungen wollte sich die Reichsführung auch an der Heimatfront absichern. Hierzu wurden reichsweit drei Konzentrationslager geschaffen. Neben den Lagern Sachsenhausen für den Norden und Dachau für den Süden sollte auch ein Lager in der Mitte Deutschlands entstehen. Der Plan Sauckels, das bestehende Konzentrationslager Bad Sulza auszubauen, scheiterte am Einspruch Eickes, welcher dieses Lager nicht für ausbaufähig hielt. So fiel im ersten Halbjahr 1937 die Wahl auf den Standort Ettersberg-Hottelstedt. Die Häftlinge aus Bad Sulza wurden vorläufig in das KZ Lichtenburg verlegt, bis der neue Komplex als KZ Buchenwald am 15. Juli 1937 eröffnet werden konnte. Die Räumung des Lagers Bad Sulza führte ausschließlich die SS durch.

## Wirtschaftspolitik

### Erholung nach der Wirtschaftskrise
Die Thüringer Wirtschaft war durch die Weltwirtschaftskrise hart getroffen worden. So hatte die Industrie zwischen 1929 und 1932 Umsatzeinbußen in Höhe von 70 % zu verkraften. Gleichzeitig ging die Zahl der Industriearbeiter um 44 % zurück. Waren am 31. Januar 1928 54.661 Thüringer arbeitssuchend gemeldet, so stieg die Zahl zum 30. Juni 1932 auf 147.223 Personen. In diesem Umfeld konnten sich extreme Parteien als „Retter in der Not“ profilieren. Durch ein Paket von Wirtschaftsförderungsmaßnahmen versuchte die Regierung Sauckel die sich bereits abzeichnende wirtschaftliche Erholung zu beschleunigen. So wurde im September 1932 der Landesarbeitsdienst gegründet und ein erstes Arbeitslager in der Hohen Rhön geschaffen. Im Dezember wurde ein Gesetz zur Aufnahme einer Anleihe in Höhe von 5 Millionen Reichsmark verabschiedet. Dieses Geld wurde vorrangig für Investitionen im Straßenbau, der Wohnungswirtschaft sowie für Flussregulierungen und Meliorationsmaßnahmen verwendet. Nach der Machtübernahme konnte das Gau Thüringen auf starke Unterstützung durch das Reich zurückgreifen. So flossen im Rahmen des Rheinhardtplanes weitere 3,2 Millionen Reichsmark nach Thüringen. Bis 1935 wurde die wirtschaftliche Erholung vor allem durch die Bauwirtschaft, insbesondere den zivilen Wohnungsbau, getragen. So wurden allein 1934 5,6 neue Wohnungen pro 1000 Einwohner geschaffen.

### Kriegswirtschaft in Friedenszeiten
Die Wirtschaftsentwicklung der folgenden Jahre widerspiegelte den nationalsozialistischen Vierjahresplan, wobei wirtschaftliche Autarkie in der Nahrungsmittelwirtschaft und Rohstoffversorgung erstrebt wurde. In Thüringen wurden vor allem zwei Projekte umgesetzt. Zum einen war dies der Aufbau der Thüringischen Zellwolle AG ab 1936 in Schwarza, heute Ortsteil von Rudolstadt, die 1935 als Thüringische Spinnfaser AG mit Sitz in Weimar gegründet worden war und die Unabhängigkeit von Baumwolle durch den Ersatzstoff Zellwolle zum Ziel hatte.

Aktie über 1000 RM der Thüringer Rohstoff AG vom 22. Dezember 1936

Die zweite Maßnahme führte zur Gründung der Thüringer Rohstoff AG. diese befasste sich mit der systematischen Erforschung und Ausbeutung der Bodenschätze des Thüringer Waldes. Hierbei wurde bewusst die Unwirtschaftlichkeit des Abbaus in Kauf genommen.
Eine weitere Episode des nationalsozialistischen Konkurrenzkampfes in der Vorkriegszeit stellte die Umsetzung des Rhönplans des Thüringer Ministerpräsidenten Willy Marschler dar. Bereits 1933 hatte der unterfränkische Gauleiter Dr. Otto Hellmuth einen Rhönaufbauplan vorgelegt. Hellmuth plante die umfassende Umgestaltung der Besitzverhältnisse der Rhönbauern. So waren Maßnahmen zur Enteignung und Umsiedlung von Bauern geplant. Diese sollten in der Folge durch „erbgesunde“ und „politisch unbedenkliche“ Bauern zum Beispiel aus dem Allgäu ersetzt werden. 1934 erfuhr Marschler, dass auch die Thüringische Rhön in diese gauübergreifende Planung mit einbezogen werden sollte. Er war jedoch nicht bereit, sich dem Führungsanspruch Hellmuths zu unterwerfen. So verfasste das Thüringer Wirtschaftsministerium seinerseits 1934 eine Denkschrift über die thüringische Rhön, in der den Plänen Hellmuths eine klare Absage erteilt wurde. So wurden Kultivierungsmaßnahmen, die teilweise schon vor 1932 begonnen wurden, als Erfolge der nationalsozialistischen Politik dargestellt und sollten als Beweis für den Vorsprung Thüringens gegenüber Hessen und Unterfranken dienen. Im Dezember 1935 legte schließlich Marschler seinen eigenen Plan zur Hebung der Wirtschaft in der thüringischen Rhön vor.

### Friedensähnliche Kriegswirtschaft
Der Kriegsbeginn am 1. September 1939 verschärfte den Arbeitskräftemangel durch die Einberufung zum Wehrdienst. Vor allem kleine Industrie- und Handwerksbetriebe mussten stillgelegt werden, wenn der Inhaber eingezogen wurde. Ende 1939 gründete das Thüringer Wirtschaftsministerium unter Beteiligung der Industrie den „Ausschuss für Leistungssteigerung“. So wurde Anfang 1940 die Wochenarbeitszeit der Beschäftigten der Kahla AG für Männer auf 60 und Frauen auf 52 Stunden erhöht.
Bedingt durch die Siege der Wehrmacht und das erfolgreiche Blitzkriegskonzept sowie aus Angst vor sozialen Konflikten erfolgte die Umstellung der Produktion auf Rüstungsgüter jedoch nur schleppend. So stellten nach einem Bericht der Rüstungsinspektion des Kreises Eisenach vom April 1940 in der Haar- und Lockenwicklerfabrik Franz Freund Leinefelde 45 Arbeiter Perücken und Lockenwickler her. Gleichzeitig herrschte in der nicht weit entfernten Heeresmunitionsanstalt Bernterode ständiger Mangel an Arbeitskräften. Durch den Krieg entfiel für die Industriebetriebe der gesamte westeuropäische und US-amerikanische Markt. Allerdings wurden allein durch die Firma Carl Zeiss Jena im Geschäftsjahr 1940/41 optische Militärtechnik im Wert von 4 Millionen Reichsmark in die Sowjetunion exportiert.

### Totale Kriegswirtschaft
Mit der Ernennung Albert Speers zum „Reichsminister für Bewaffnung und Munition“ am 15. Februar 1942 begann die vollständige Umstellung der Wirtschaft auf Kriegsproduktion. Am 21. März desselben Jahres wurde Fritz Sauckel zum „Generalbevollmächtigten für den Arbeitseinsatz“ ernannt. Unter seiner Leitung wurden in der Folge Millionen Menschen verschleppt und zur Zwangsarbeit in der deutschen Rüstungsindustrie oder Landwirtschaft gezwungen. Die zentrale Lage Thüringens führte zur Verlagerung wichtiger Industriestandorte in das Land. So entstanden in der Nähe von Nordhausen unterirdische Produktionsanlagen für die V2, in der Nähe von Arnstadt wurden Messerschmitt Me 262 Düsenflugzeuge produziert. Die Haft- und Lebensbedingungen der eingesetzten Häftlinge waren katastrophal. So starben allein in den Stollen des Kohnsteinmassivs mehr Menschen bei der Fertigung der V2, als beim militärischen Einsatz.

## Zwangsarbeit
Bedingt durch den Arbeitskräftemangel in der Industrie wurden dort höhere Löhne gezahlt. Dies führte zur Abwanderung von Arbeitskräften aus der Landwirtschaft und in der Folge zu Problemen bei der Versorgung der Bevölkerung. So wurden bereits im Jahr 1938 435.000 Fremdarbeiter in Deutschland beschäftigt, 43 % davon in der Landwirtschaft. Im Bezirk der Landesbauernschaft Thüringen wurden im gleichen Jahr 3.960 Arbeiter beschäftigt, davon 60 % Polen und 30 % Italiener. Trotzdem fehlten in der Mitte des Jahres 1939 über eine Million Arbeitskräfte in der deutschen Wirtschaft. Der Kriegsbeginn verstärkte noch den Mangel, da viele deutsche Arbeitskräfte zur Wehrmacht eingezogen wurden.
So sollten ab Mitte November im besetzten Polen zwei Millionen Arbeitskräfte angeworben werden. Hierbei geriet die nationalsozialistische Propaganda in ein Dilemma. Einerseits wurde den „rassisch minderwertigen“ Polen die Verantwortung für den Beginn des Krieges zugeschoben, andererseits sollten diese Menschen, welche doch angeblich so schädlich für das Volk waren, in großer Zahl in Deutschland arbeiten. Nachdem ihnen die NS-Propaganda „jede Form der Intellektualität, Kreativität, Moral und Ehrbarkeit“ abgesprochen hatte, stand jeder private Umgang mit den Zwangsarbeitern unter Strafe. So führten sexuelle Kontakte zwischen deutschen Frauen und polnischen Arbeitern, sofern sie öffentlich wurden, für den Arbeiter die Todesstrafe nach sich. Die Frau wurde öffentlich als „Rassenschänderin“ zur Schau gestellt und anschließend in ein Konzentrationslager eingewiesen. Eine besonders grausame Zurschaustellung schildert Werner:

„Das war hier im Nachbarort [von Großschwabhausen], da hat sich eine Deutsche mit einem Polen eingelassen. Den Polen haben die aufgehängt und die Frau mußte darunter durchlaufen. […] Ich weiß, das die der die Haare geschoren haben und haben sie dann durchs Dorf geführt.“

Da unter solchen Bedingungen die geforderte Zahl an Arbeitern auf freiwilliger Basis nicht zu erreichen war, griffen die deutschen Besetzer zunehmend zu Zwangsmaßnahmen, um Arbeitskräfte beizubringen. Die Zahl der ausländischen Arbeitskräfte stieg zum Ende des Jahres 1941 auf 100.000. Nach einer offiziellen Erhebung für den Gauarbeitsamtsbezirk Thüringen waren im Mai 1944 dort 185.479 ausländische Arbeitskräfte beschäftigt, davon 112.519 Männer und 72.960 Frauen. Hiervon hatten 86.806 Personen den Status Ostarbeiter. Erste Schätzungen von Historikern gehen jedoch von einer Gesamtzahl von 500.000 Zwangsarbeitern für das Land Thüringen und den preußischen Regierungsbezirk Erfurt aus. Diese Abweichungen resultieren unter anderem aus einer großen Zahl Zwangsarbeiter, die in kleinen und mittleren Landwirtschaftsbetrieben beschäftigt war.
Trotz der hohen Zahl an Arbeitskräften konnte die Nachfrage nicht voll befriedigt werden. So wurden Zwangsarbeiter aus der Landwirtschaft in den Wintermonaten in der Forstwirtschaft beschäftigt. Ebenso verdingten sich Zwangsarbeiter aus der Industrie an ihrem freien Sonntag in der Landwirtschaft, um eine Verbesserung ihrer Verpflegungssituation zu erreichen.

## Kriegseinwirkungen
Die Städte Nordhausen, Gera, und Jena wurden durch alliierte Bombenangriffe stark zerstört. Ansonsten sind die Beschädigungen im Vergleich zu anderen Gegenden des Reichs geringer geblieben. In den letzten Kriegstagen wurde beim Kampf um die Werralinie die Kleinstadt Creuzburg stark zerstört.
Während der Schlacht bei Struth am 7. April 1945 kam es zu den schwersten Kampfhandlungen im Zweiten Weltkrieg auf thüringischem Boden.